# 伊達持宗
伊達持宗（1393年—1469年2月19日）是室町時代前中期的守護大名。伊達氏第11代當主。父親是第10代當主伊達氏宗。正室是憲德院。幼名是松犬丸。官位是兵部少輔、大膳大夫。兒子有伊達成宗、小梁川盛宗、留守郡宗（留守重家的養子）、藥源（輪王寺）、懸田義宗（懸田詮宗的養子）、懸田義宗（懸田詮宗的養子）。

## 生平
諱是持宗，別名是泰宗，此名被認為是本名。名字中的「持」字是室町幕府第4代將軍足利義持下賜，或者是（因為父親氏宗從第2代鎌倉公方足利氏滿受賜偏諱）第4代公方足利持氏所賜。因為在奥州持有影響力而在應永20年（1413年）對鐮倉府的持氏發動叛亂，憤怒的持氏命令畠山氏討伐持宗，但是因為當時持氏與關東管領上杉氏憲（禪秀）等人正對立著，因此鎌倉側沒有能力討伐伊達氏（伊達持宗之亂／伊達松犬丸之亂）。後來持宗歸順幕府，在營造寺社等方面有功。之後亦在越後應永之大亂中發揮影響力。
在應仁3年（1469年）死去。享年77歲。法號為天海。繼承者是嫡男伊達成宗。